# Direcció general de Desenvolupament Rural, Innovació i Política Forestal
La Direcció general de Desenvolupament Rural, Innovació i Política Forestal és un òrgan de gestió de la Secretaria General d'Agricultura i Alimentació del Ministeri d'Agricultura, Pesca i Alimentació.
Entre 2012 i 2018 es denominava Direcció general de Desenvolupament Rural i Política Forestal.

## Funcions
Les funcions de la Direcció general es regulen en l'article 5 del Reial decret 904/2018:
- Dissenyar les estratègies i polítiques de desenvolupament rural i els instruments per a la seva aplicació en el marc de la planificació de l'ordenació general de l'economia.
- Exercir les funcions que corresponen al Ministeri en relació amb la legislació vigent sobre desenvolupament rural.
- Exercir les funcions de disseny, seguiment, avaluació i gestió dels instruments de programació d'àmbit nacional prevists en la reglamentació europea relativa al Fons Europeu Agrícola de Desenvolupament Rural (FEADER).
- Exercir les funcions d'interlocutor únic davant la Comissió Europea per a aquelles qüestions relatives a la programació, gestió, seguiment i avaluació en l'àmbit del desenvolupament rural d'acord amb la normativa de la Unió Europea en la matèria.
- Exercir les funcions d'Organisme de coordinació de les autoritats de gestió dels programes regionals i del programa nacional, d'acord amb el que s'estableix en l'article 7 del Reial decret 1080/2014, de 19 de desembre.
- El foment i desenvolupament de les competències del Departament en matèria d'innovació i sistemes de coneixement i innovació en el sector agroalimentari, forestal i en el mitjà rural.
- Desenvolupar les funcions del Departament en matèria de digitalització, i en particular de l'agenda de digitalització del sector agroalimentari i forestal i del mitjà rural, en coordinació amb altres Departaments ministerials competents en matèria de digitalització i territoris intel·ligents.
- Exercir les funcions d'interlocutor únic davant la Comissió Europea per a aquelles qüestions relatives a la innovació vinculades a l'Associació Europea d'Innovació per a la productivitat i sostenibilitat agràries (EIP-Agri).
- La coordinació de la participació del Departament en l'Estratègia Espanyola de Bioeconomia Horitzó 2030 i en el seu corresponent Pla d'Acció.
- Desenvolupar les mesures que promoguin la incorporació de la dona i els joves en el sector agroalimentari i forestal, propiciant la seva participació en l'activitat agrària i, en particular: les relatives a la Llei 35/2011, de 4 d'octubre, sobre titularitat compartida de les explotacions agràries, així com aquelles altres que contribueixin a crear millors condicions de vida i ocupació per als joves i les dones, amb la finalitat de fomentar el poblament actiu del mitjà rural i la lluita contra el despoblament, en l'àmbit de les competències del Departament.
- Exercir les funcions d'Autoritat de Gestió del Programa Nacional de Desenvolupament Rural previstes en l'article 125 del Reglament (UE) n. 1303/2013 del Parlament Europeu i del Consell, de 17 de desembre de 2013, i d'acord amb el que estableix l'article 8 del Reial decret 1080/2014, de 19 de desembre, pel qual s'estableix el règim de coordinació de les autoritats de gestió dels programes de desenvolupament rural per al període 2014-2020.
- La gestió de la Xarxa Rural Nacional com a principal plataforma de difusió de la política de desenvolupament rural i de posada en xarxa dels agents implicats en el desenvolupament rural, i que té com a objectiu principal impulsar la participació de totes les parts interessades en l'aplicació de la política de desenvolupament rural, millorar la qualitat dels programes de desenvolupament rural, donar suport a la innovació en el sector agroalimentari, forestal i a les zones rurals i sensibilitzar i conscienciar a la població espanyola de la importància del mitjà rural.
- Exercir les competències del Departament en matèria de formació, assessorament, intercanvi de coneixements i informació, dels professionals dels sectors agroramader, forestal, alimentari i de desenvolupament rural, així com el foment de les noves tecnologies en el mitjà rural.
- Exercir les funcions que li siguin confiades per les autoritats de gestió dels programes de desenvolupament rural espanyols, en aplicació de les previsions de l'article 38.4.b.iii) del Reglament (UE) n. 1303/2013 en matèria d'execució d'instruments financers.
- L'exercici de les competències de l'Administració General de l'Estat en matèria de regadius.
- El desenvolupament de les competències del Departament en infraestructures rurals d'interès general i, en particular, la planificació, coordinació, execució, modernització i seguiment dels plans de regadius, d'infraestructures rurals de comunicació, infraestructures de prevenció de incendis forestals i altres tipus d'infraestructures rurals, així com, actuacions d'emergència i de reparació de danys catastròfics, especialment, actuacions hidrològic-forestals d'emergència en terrens afectats per inundacions, temporals extraordinaris o grans incendis que suposin risc immediat d'erosió del sòl o greu perill per a poblacions o béns, produïts en l'àmbit d'actuació de la Direcció general de Desenvolupament Rural, Innovació i Política Forestal.
- La realització, supervisió i control d'estudis, projectes i obres de la seva competència.
- La participació i l'adreça dels grups de treball en els organismes internacionals de normalització (ISO, CEN), i dels treballs d'elaboració de normes nacionals per a equips i materials de risc, incloent la caracterització, l'assaig i el disseny dels prototips d'equips de reg.
- La tutela de la Societat Estatal d'Infraestructures Agràries (SEIASA) i la coordinació de les relacions institucionals i l'actuació del Departament en relació amb la mateixa.
- Les funcions que la legislació de muntanyes i aprofitaments forestals atribueix a l'Administració General de l'Estat, i en particular el desplegament de mitjans estatals de suport a les comunitats autònomes per a la cobertura de les muntanyes contra incendis.
- Les funcions que la legislació de vies pecuàries atribueix a l'Administració General de l'Estat.
- La participació en la representació del Ministeri en els organismes internacionals i el seguiment dels convenis internacionals, així com la promoció d'actuacions de cooperació internacional en les matèries de la seva competència. En particular, actuarà com a punt focal de la convenció de les Nacions Unides per a la lluita contra la desertificació.
- L'exercici de les funcions en matèries de competència estatal per al compliment del Reglament (CE) n. 2173/2005 del Consell, de 20 de desembre, relatiu a l'establiment d'un sistema de llicències FLEGT per a les importacions de fusta en la Comunitat Europea, i del Reglament (UE) n. 995/2010 del Parlament Europeu i del Consell, de 20 d'octubre, pel qual s'estableixen les obligacions dels agents que comercialitzen fusta i productes de la fusta (EUTR).
- La cooperació i col·laboració amb les comunitats autònomes i amb les entitats o corporacions relacionades amb totes aquestes matèries, i elaborar les propostes que permetin establir la posició espanyola davant la Unió Europea i les organitzacions internacionals en relació amb el desenvolupament rural, la innovació en el mitjà rural i la política forestal.

## Estructura
De la Direcció general depenen els següents òrgans:
- Subdirecció General de Programació i Coordinació.
- Subdirecció General d'Innovació i Digitalització.
- Subdirecció General de Dinamització del Mitjà Rural.
- Subdirecció General de Política Forestal.
- Subdirecció General de Regadius i Infraestructures Rurals.

El Ministeri d'Agricultura, Pesca i Alimentació exerceix la gestió de les finques agrícoles i forestals (finca del Palomar a San Fernando de Henares a Madrid; centre de millora genètica forestal El Serranillo en la carretera de Fontanar en Guadalajara; centre de millora genètica forestal a Alaquàs, centre de millora genètica forestal de Valsaín i centre de millora genètica forestal de Puerta de Hierro) a través de la Direcció general de Desenvolupament Rural, Innovació i Política Forestal, que coordinarà les relacions institucionals i l'actuació del departament en relació amb elles, sense perjudici de les competències que, en matèria de patrimoni, obres, manteniment, seguretat, règim interior, serveis informàtics i adreça del Centre de Formació del Centre Nacional de Capacitació Agrària (CENCA) té assignades la Direcció general de Serveis.

## Llista de directors generals
- Isabel Bombal Díaz (2018-)[2]
- Esperanza Orellana Moraleda (2016-2018)[3]
- Begoña Nieto Gilarte (2012-2016)